# Acraea flavina
Acraea flavina är en fjärilsart som beskrevs av Jackson 1956. Acraea flavina ingår i släktet Acraea och familjen praktfjärilar. Inga underarter finns listade i Catalogue of Life.